# Avi Nash
Avi Nash (24 gennaio 1991) è un attore statunitense, noto per il suo ruolo di Siddiq nella serie televisiva horror post apocalittica AMC The Walking Dead.

## Biografia

### Primi anni
Nash è nato negli Stati Uniti, da padre sudamericano e madre originaria di Bombay.
Ha iniziato a recitare nell'ultimo anno di liceo con il coraggio di fare audizioni per il gioco scolastico;  prima di questo, si identificava principalmente come artista visivo.
Nash ha frequentato la Stanford University a 17 anni, dove si è esibito con la Stanford Shakespeare Company. Era compagno di classe con Sameer Gadhia di Young the Giant, che incoraggiò Nash a perseguire seriamente la recitazione abbandonandosi per perseguire una carriera musicale professionale.  Quindi, dopo una matricola, Nash lasciò Stanford per frequentare la scuola di recitazione con Anupam Kher all'Attore Prepares (Mumbai) per sei mesi. Tuttavia, in seguito è tornato per completare la sua laurea, citando sentimenti contrastanti tra i suoi vari interessi.
Si è laureato con lode  presso la Stanford University nel 2012 , dove si è laureato in scienze matematiche e computazionali mentre studiava architettura.
Nash in seguito si è formato in teatro presso la London Academy of Music and Dramatic Art e si è laureato con un Master in 2016. 
Prima di recitare, era un cuoco in un ristorante a porte chiuse (puerta cerradas) che aveva finito in un ostello a Buenos Aires e fatto escursioni in bicicletta.

### Carriera
Ha fatto il suo debutto cinematografico in Learning to Drive al fianco di Sir Ben Kingsley e Patricia Clarkson, diretto dal regista spagnolo Isabel Coixet.  Il film è stato presentato in anteprima al Toronto International Film Festival del 2014, dove ha vinto il primo premio per il People's Choice Award.
Nel 2017, Nash ha interpretato il primo personaggio musulmano-americano di The Walking Dead, Siddiq, nella stagione 8 dello spettacolo. Di conseguenza, ha partecipato a diverse convention di fumetti nel corso degli anni, tra cui Walker Stalker Con.

### Vita privata
Ora risiede tra Lisbona, Londra, e New York City.
Nash sapeva leggere e scrivere in Devanagari e Urdu. Ha frequentato il corso di lingua hindi a Stanford e ha seguito la sua lezione di recitazione in India completamente in hindi. Nash ha imparato il portoghese dalla sua ex ragazza mentre viveva brevemente vicino al confine brasiliano.

## Filmografia

### Film
- Life of Guy, regia di Alexander L. Dunn (2013)
- E-103, regia di Yvonne Cowling (2013)
- Guida per la felicità (Learning to Drive), regia di regia di Isabel Coixet (2014)
- Postal Jerks, regia di James Skinner (2015)
- Amateur Night, regia di Lisa Addario e Joe Syracuse (2016)
- Barry, regia di Vikram Gandhi (2016)
- Hosea, regia di Ryan Daniel Dobson (2019)
- There There, regia di Andrew Bujalski (2022)
- La treccia (La Tresse), regia di Lætitia Colombani (2023)

### Televisione
- Silicon Valley – serie TV, 2 episodi (2015, 2019)
- The Walking Dead – serie TV, 33 episodi (2017-2019)
- Silo – serie TV, 7 episodi (2023)
- Black Mirror – serie TV,  episodio "Joan è terribile" (2023)

## Doppiatori italiani
Nelle versioni in italiano dei suoi film, Avi Nash è stato doppiato da:
- Lorenzo De Angelis in The Walking Dead, Silo